# Я (займенник)
«Я» — особистий займенник однієї особи однини. У українській мові особистий займенник немає ввічливо-ієрархічних форм, притаманних особистим займенникам деяких східних мов, не відрізняється за родами, і змінюється відмінками. Я (Ja) як займенник першої особи однини присутній також у більшості інших слов'янських мов (польській, сербській, словацькій, чеській, хорватській, російській, білоруській).

## Етимологія
Слово сходить до прасл. azъ, з протетичним j (порівн. словен . jaz) і відпаданням z.
Праслов'янська форма близька до іранських (пор. ос. Ӕз ) та балтійських мов (латис. es, лит. aš) і, у свою чергу, продовжує пра-и.е. * eǵ (h) o (m) (пор. грец. Εγώ; швед. Jag, дан. Jeg, нід. Ik).

## Цікаві факти
Слово «я» є шифтером, його значення залежить від того, хто говорить.
«Я» — перше слово у списку Сводеша.